# Oriana
Oriana  è un nome proprio di persona italiano femminile.

## Varianti
- Femminili: Orianna[2]
- Maschili: Oriano, Orianno, Oriando[2].

### Varianti in altre lingue
- Francese: Oriane[3][4], Orianne[3][5]

## Origine e diffusione
Potrebbe essere derivato dal latino aurum, "oro", o dai derivati oro (spagnolo e italiano) e or (francese); il significato complessivo potrebbe essere "dorata", nel qual caso avrebbe significato simile ai nomi Aurelia, Zlatan, Criseide, Kim e Golda. Può essere anche considerato come incrocio tra Oria e Anna.
Nelle leggende medievali Oriana è la figlia di un re d'Inghilterra che andò in sposa al cavaliere Amadigi di Gaula.
In Italia è distribuito tra il Nord ed il Centro, è accentrato in particolar modo in Toscana, Emilia e Romagna.

## Onomastico
Non esistono sante che portano questo nome, quindi è adespota. L'onomastico può essere festeggiato in occasione di Ognissanti, il 1º novembre.

## Persone

Oriana Fallaci

- Oriana Fallaci, scrittrice e giornalista italiana
- Oriana Milazzo, cestista italiana

### Variante maschile Oriano
- Oriano Boschin, calciatore e allenatore di calcio italiano
- Oriano Giovanelli, politico italiano
- Oriano Grop, calciatore italiano

## Il nome nelle arti
- Oriana è un personaggio del film omonimo del 1985, diretto da Fina Torres.
- Orianna è un campione giocabile nel videogioco League of Legends.